# Tropas de color de Estados Unidos

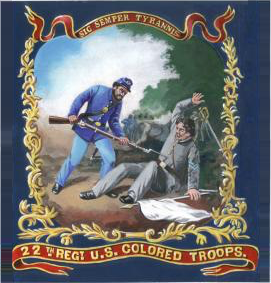
El estandarte del 22.º Regimiento de USCT, muestra a un soldado negro estadounidense clavando la bayoneta a un confederado. En la bandera está inscrita las palabras en latín, “Sic semper tyrannis”.

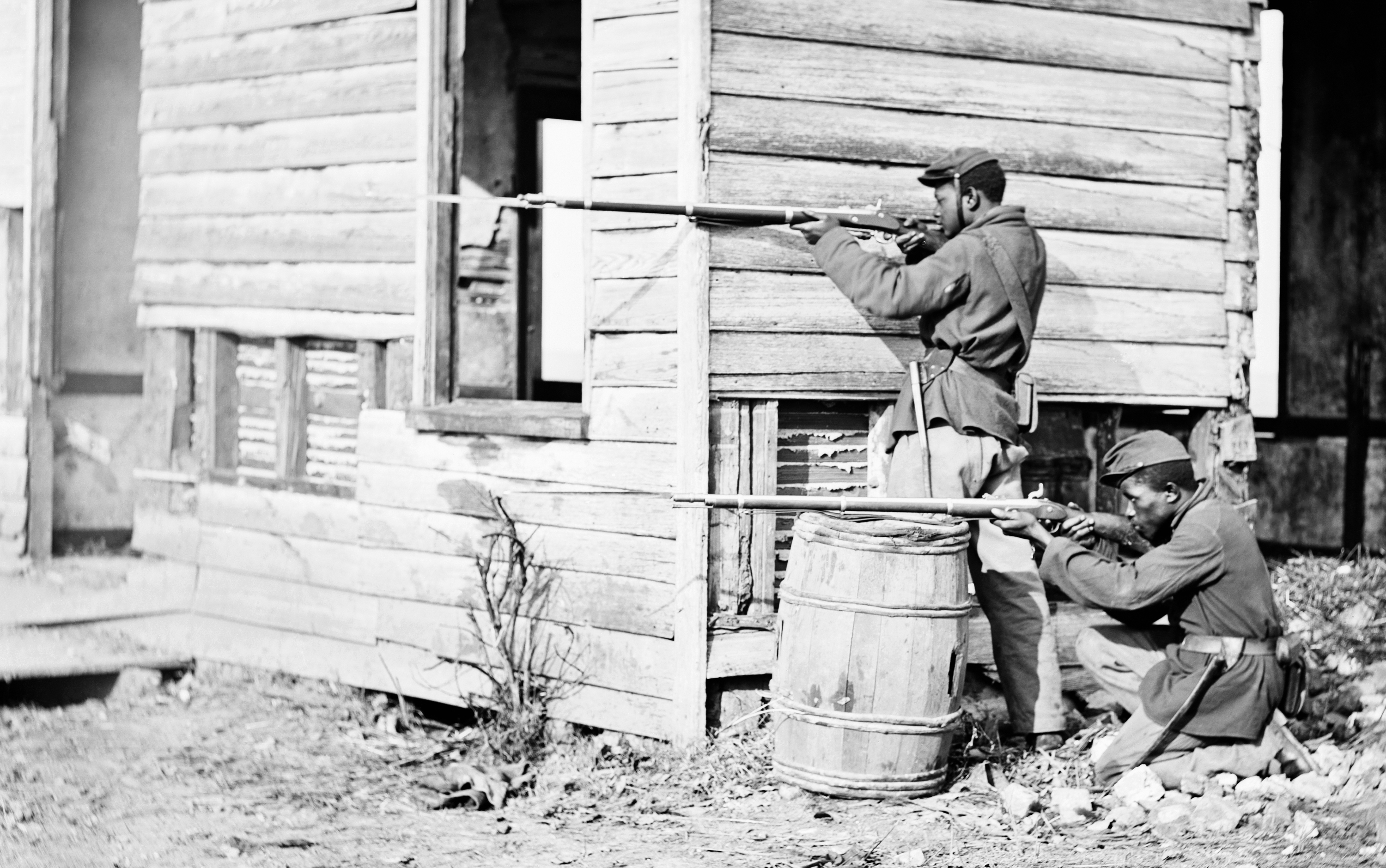
Soldados de las USCT en una granja abandonada en Dutch Gap, condado de Chesterfield Virginia, 1864

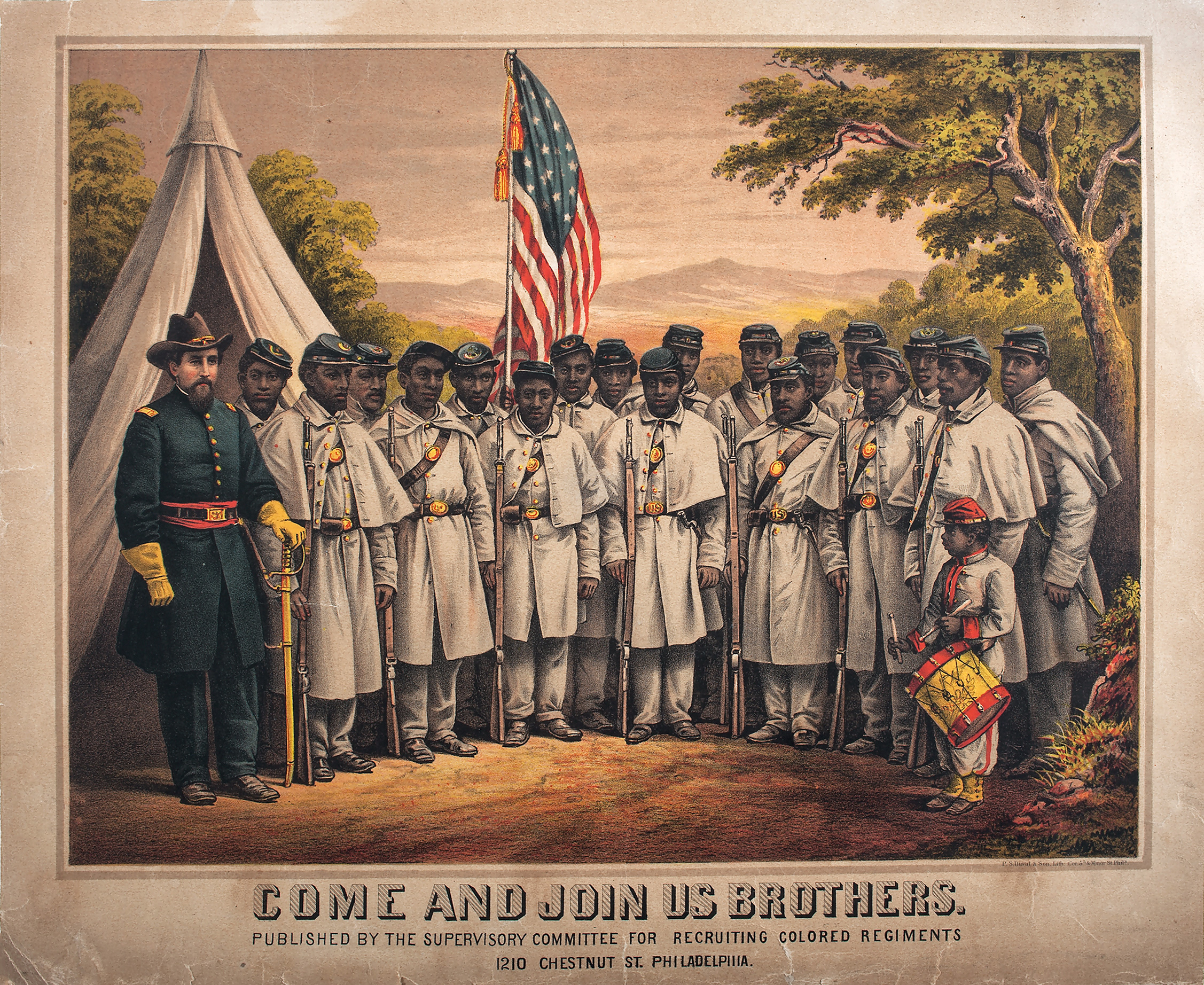
Un cartel de reclutamiento para las USCT.

Las tropas de color de los Estados Unidos (USCT por sus siglas en inglés) eran regimientos en el ejército de los Estados Unidos compuestos principalmente por soldados afroestadounidenses. Otros hombres "de color" que no eran de origen africano, como los procedentes de las islas del Pacífico, los asiáticos y los aborígenes estadounidenses también formaron parte de los regimientos de USCT. Fueron reclutados por primera vez durante la guerra civil estadounidense, y hacia el final de la guerra en abril de 1865, los 175 regimientos del USCT constituían aproximadamente una décima parte de la mano de obra del Ejército de la Unión.  Más de 180.000 hombres sirvieron en el USCT que fue el precursor de los regimientos de soldados búfalo del viejo Oeste de los Estados Unidos.

## Historia

### Ley de Confiscación

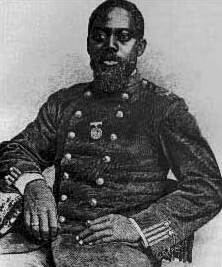
El Sargento William Harvey Carney, Medalla de Honor

El Congreso de los Estados Unidos aprobó en julio la Ley de Confiscación, por la que se liberó a los esclavos cuyos propietarios eran rebeldes contra los Estados Unidos y una ley de la milicia facultaba al Presidente a utilizar los esclavos liberados de algún modo en el ejército. Al presidente Abraham Lincoln le preocupaba la opinión pública en los cuatro estados fronterizos que permanecían en la Unión, ya que tenían numerosos propietarios de esclavos, así como los demócratas del norte que apoyaron la guerra, pero eran menos partidarios de la abolición que muchos republicanos del norte. Lincoln se opuso a los primeros intentos para reclutar soldados negros, aunque aceptó que el Ejército los utilizara como trabajadores remunerados.
El retroceso del Ejército de la Unión en las batallas del verano de 1862 llevaron a Lincoln a emancipar a todos los esclavos de los estados en guerra con la Unión. En septiembre de 1862, Lincoln emitió su Proclamación de Emancipación, por la que todos los esclavos de los estados rebeldes serían libres el 1 de enero. El reclutamiento de los regimientos de color comenzó con toda su fuerza después de la Proclamación en enero de 1863.
El Departamento de Guerra de los Estados Unidos emitió la Orden General Número 143 de 22 de mayo de 1863, que establecía la Oficina de tropas de color para facilitar el reclutamiento de soldados afroamericanos para luchar por el ejército de la Unión. Los regimientos, incluían infantería, caballería, ingenieros, artillería ligera, y las unidades de artillería pesada; eran reclutados de todos los estados de la Unión y se conocían como las tropas de color de los Estados Unidos (USCT, por sus siglas en inglés).
Aproximadamente 175 regimientos que comprendían más de 178.000 negros libertos y libres sirvieron durante los dos últimos años de la guerra. Su servicio reforzó el esfuerzo de guerra de la Unión en un momento crítico. Al final de la guerra, los hombres de la USCT eran casi una décima parte de todas las tropas de la Unión. La USCT sufrió 2.751 bajas en combate durante la guerra, y 68.178 pérdidas en total. Las enfermedades causaron la mayoría de las muertes en todas las tropas, tanto blancas como negras.
Los regimientos USCT fueron dirigidos por oficiales blancos, y el ascenso de rango era muy limitado a los soldados negros. El Comité de Supervisión para el reclutamiento de los regimientos de color en Filadelfia abrió la Academia Militar gratuita para los solicitantes para el mando de las tropas de color a finales de 1863.  Durante un tiempo, los soldados negros recibieron un salario menor que sus homólogos blancos, pero ellos (y sus seguidores) presionaron y ganaron la igualdad de remuneración. Miembros destacados de regimientos USCT fueron Martin Robinson Delany y los hijos de Frederick Douglass.
El valor demostrado por las tropas de color durante la guerra civil jugó un papel importante en los afroamericanos para ganar nuevos derechos. Como el abolicionista Frederick Douglass escribió:
Una vez que el hombre negro lleva sobre su persona las letras en latón de Estados Unidos, le permite obtener un águila en su botón, y un fusil en el hombro y balas en el bolsillo, no hay poder en la tierra que pueda negar que se ha ganado el derecho a la ciudadanía.
El historiador Steven Hahn propone que cuando los esclavos se organizaron y trabajaron con el Ejército de la Unión durante la guerra civil americana, incluyendo como algunos regimientos de la USCT, sus acciones comprendían una rebelión de esclavos que empequeñecieron a todos los demás.

### Regimientos de voluntarios
Antes de que se constituyera las USCT, se formaron varios regimientos de voluntarios de hombres negros libres, incluyendo libertos en el Sur. En 1863, el ex esclavo William Henry Singleton ayudó a reclutar a 1.000 negros esclavos fugitivos en New Bern, Carolina del Norte para los voluntarios de colores En primer lugar Carolina del Norte.  Llegó a ser sargento del 35.º USCT. Libertos de la colonia de libertos de la isla de Roanoke, establecida en 1863 en la isla, también formaron parte de la FNCCV y del 35.º Casi todos los regimientos de voluntarios fueron convertidas en unidades USCT.
En 1922, Singleton publicó sus memorias, una narrativa esclavista, de su pasaje de la esclavitud a la libertad y convertirse en un soldado de la Unión. Contento de participar en reuniones, más tarde a la edad de 95 años, marchó en un evento del Gran Ejército de la República (GAR, por sus siglas en inglés) en 1938.

#### Voluntarios estatales
Cuatro regimientos se consideraron unidades regulares, en lugar de los auxiliares. Su condición de veteranos les permitió obtener valiosos trabajos en el gobierno federal después de la guerra, de la que los afroamericanos por lo general habían sido excluidos en años anteriores. Sin embargo, los hombres no recibieron ningún reconocimiento formal con honores o premios de combate hasta la bien entrado siglo XX.
Estas unidades fueron:
- 5.º regimiento de voluntarios de Massachusetts (color)
- 54.º Regimiento de Infantería de Voluntarios de Massachusetts (color)
- 55.º Regimiento de Infantería de Voluntarios de Massachusetts (color)
- 29.º Regimiento de Infantería de Voluntarios de  Connecticut (color)

#### Corps d'Afrique

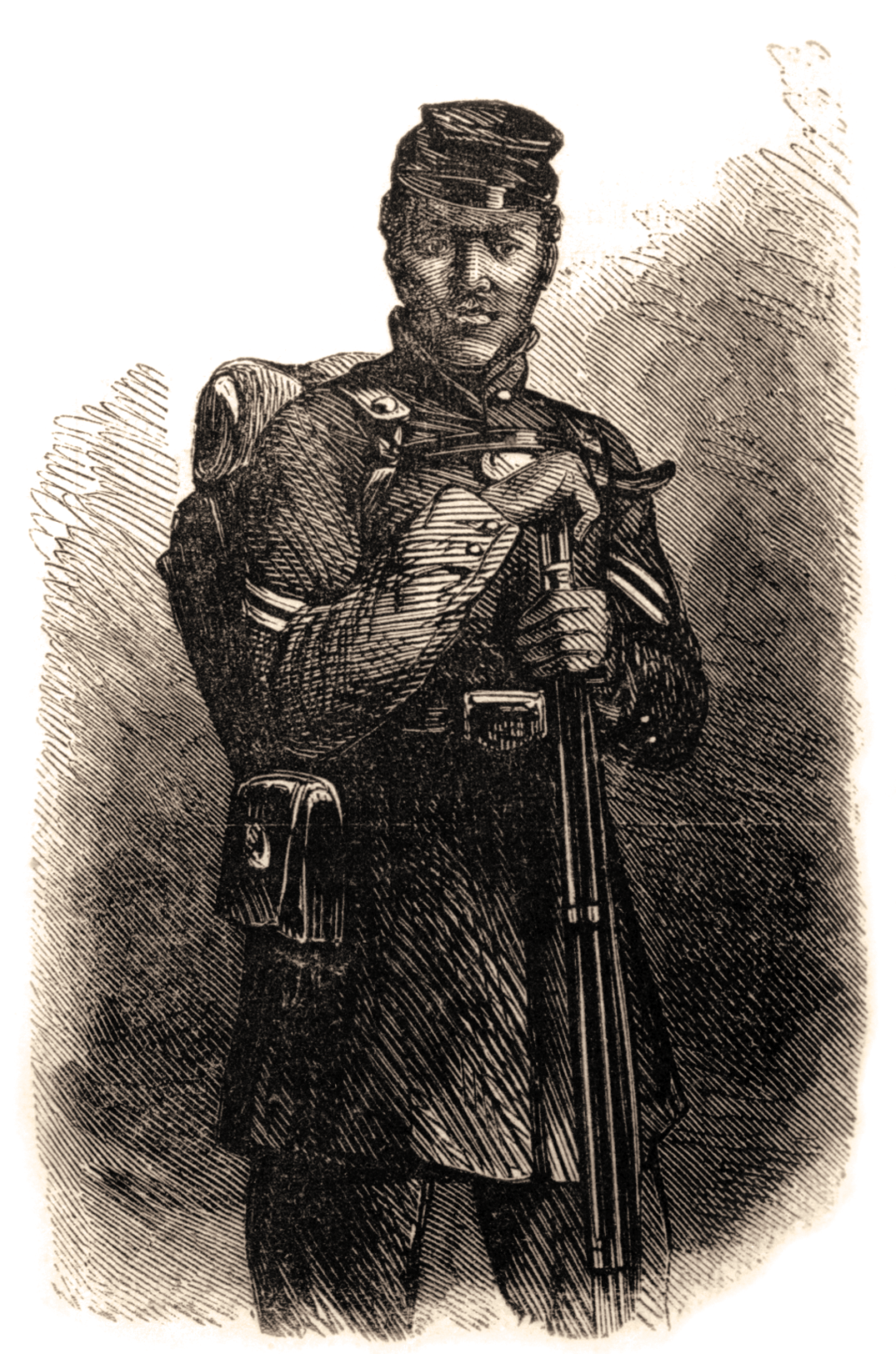
Gordon, de uniforme

La Corps d'Afrique, una de las muchas unidades de la Guerra Civil Louisiana Unión, se formó en Nueva Orleans después que la ciudad fue tomada y ocupada por fuerzas de la Unión a partir del 1 de mayo de 1862. Fue formada en parte por la Guardia de Nativos de Luisiana. Los guardias nativos eran antiguas unidades de la milicia que crecieron en Nueva Orleans, que eran gente de color libre (gens de couleur Libres) con patrimonio.
Distintas personas de raza mixta libres se habían desarrollado como una tercera clase en Nueva Orleáns desde los años coloniales. Durante la guerra civil, muchos de los hombres libres de color quería demostrar su valor y lealtad a la Confederación al igual que otros propietarios del sur, pero los confederados no les permitieron que sirvieran y confiscaron las armas de los que estaban en la milicia. Los confederados creían que alistar soldados negros dañaría la agricultura, ya que la mayoría de los americanos africanos eran trabajadores esclavos.  Puesto que las unidades de Luisiana estaban compuestas por criollos nacidos libres y libres negros, estaba claro que la objeción fundamental era no tener a ningún hombre negro sirviendo en ningún sitio.
Para las unidades posteriores del Crops d'Afrique, la Unión reclutó hombres libres de los campos de refugiados. Liberados de plantaciones cercanas, ellos y sus familias no tenían medios para ganarse la vida, ni hay lugar a donde ir. Los comandantes locales, necesitados de reemplazos, empezaron a equipar unidades de voluntarios con uniformes desechados y armas de fuego obsoletos o requisados. Los hombres fueron tratados y pagados como auxiliares, realizando tareas de vigilancia o piquetes para liberar soldados blancos de unidades de maniobra. A cambio se alimentaron a sus familias, fueron vestidos y les proporcionaron casas de forma gratuita en los campamentos del ejército; a menudo se establecieron escuelas para ellos y sus hijos.
A pesar de las diferencias de clase entre las personas de color libres y libertos, las tropas del Corps d'Afrique sirvieron con distinción, incluyendo en la batalla de Port Hudson y a través de todo el Sur. Entre sus unidades se incluían:
- 4.º regimiento de guardias nativos de Luisiana (cambió el nombre del 1 al 4 Corps d'Afrique de infantería, más tarde rebautizada como el 73.º -76.º Infantería de color de Estados Unidos el 4 de abril de 1864).
- 1.ª y 2.ª Brigada de bandas de música, Corps d'Afrique (más tarde convertidos en 1 ª y 2 ª Bandas, USCT).
- 1.er  regimiento de caballería (1.er Corps d'Afrique de caballería, más tarde convertido en la cuarta de caballería de color de los Estados Unidos).
- 22.º regimiento de infantería (1.º - 20.º, 22.º, y 26.º del Corpos d'Afrique de Infantería, más tarde convertidos en el 77.º -79.º, 8.º -83.º, 84.º -88.º y 89.º a 93.º Infantería de color de Estados Unidos el 4 de abril de 1864).
- 5.º Regimiento de Ingenieros (1º-5º Corps d'Afrique de Ingenieros, más tarde convertidos en el 95.º -99.º regimientos de color de infantería de Estados Unidos el 4 de abril de 1864).
- 1.er regimiento de la artillería pesada (más tarde se convirtió en la 10 ª Artillería (pesada) de color de los Estados Unidos  el 21 de mayo de 1864).

#### La derecha, XVI Tropa (1864)
Las tropas de color sirvieron como mano de obra en el departamento de intendencia del 16.º Regimiento del Ejército y la ‘’’Pioneer Corps’’’.
- Destacamento, Departamento de intendencia.
- Pioneer Corps, 1.ª División (Mower), 16.º Regimiento del Ejército.
- Pioneer Corps, División de Caballería (Grierson), 16.º Regimiento del Ejército.

### Regimientos USCT

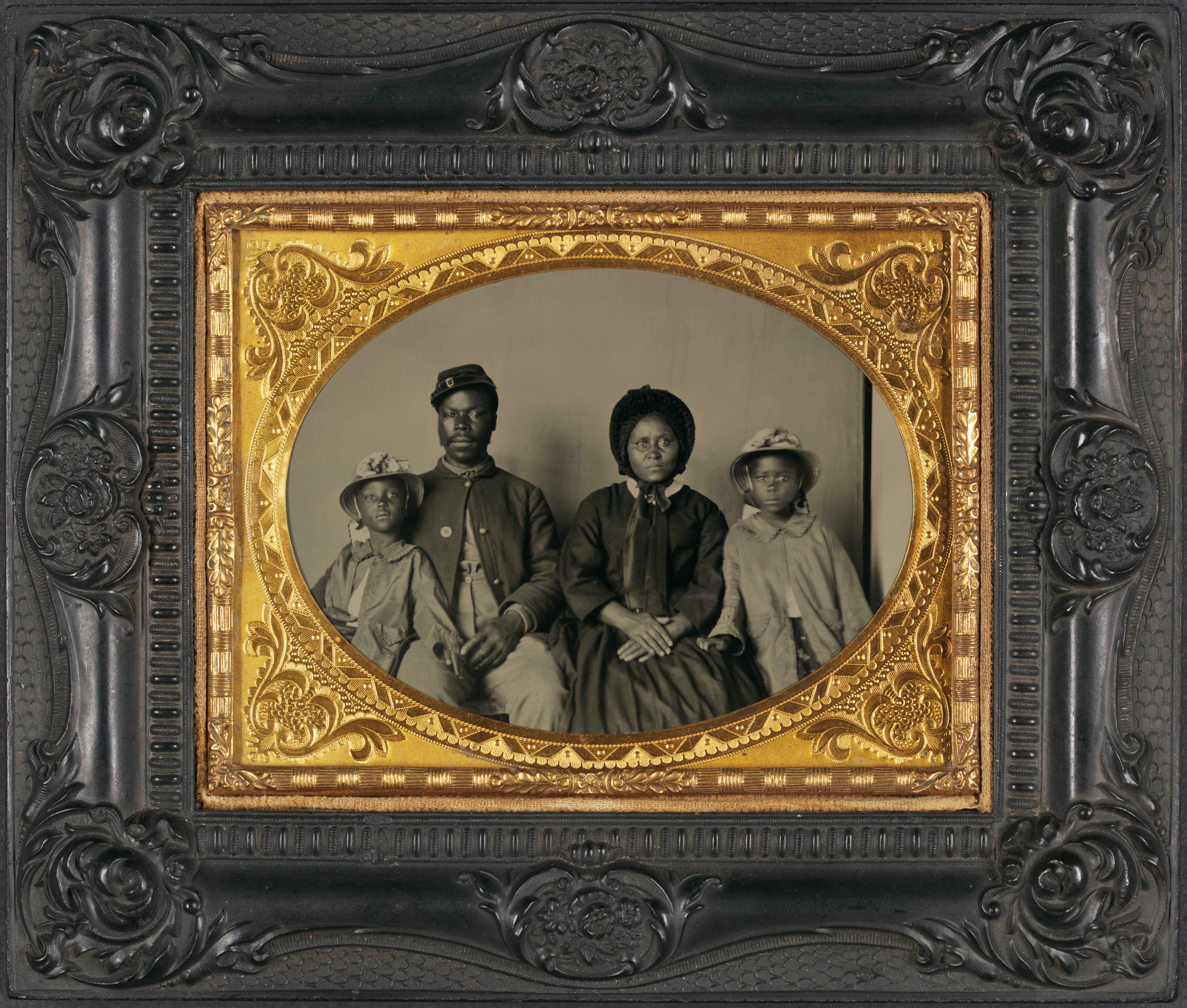
Soldado de la Unión en uniforme con la familia; ha sido identificado como el sargento Samuel Smith, del 119.º

- 6.º Regimiento de Caballería [primera-sexta caballería de los EE. UU.]
- 1.er  regimiento de artillería ligera [2.ª USC Artillería (ligera)]
- 1.er  Batería de Artillería Independiente USC (Pesada)
- 13.º Regimiento de Artillería Pesada [1.º y 3.º a 14.º Artillería (pesada) USCT]
- .ª1 Compañía de infantería sin asignar [Compañía A, infantería de color de los Estados Unidos]
- 1.ª Compañía de infantería Independiente USC Southards Compañía de infantería de color Independiente, Pensilvania
- 1.er  Regimiento Independiente de infantería de la USC [Regimiento de Powell, infantería de color de los Estados Unidos]
- 135.º Regimiento de infantería [1.º-138.º de infantería USC] (El 94.º, 105.º y 126.º  regimientos de infantería USC nunca fueron completamente formados)

Detalles
- El segundo regimiento de artillería de la USC (ligera) (2.ª USCA) se compuso de nueve baterías separadas agrupadas en tres batallones nominales de tres baterías cada una. Las baterías fueron generalmente destacadas.
  - I Batallón: A, B y C baterías.
  - II Batallón: D, E y F baterías.
  - III Batallón: G, H y J baterías.
- El segundo de la 11.ª USC de infantería (USCI) fue creado mediante la conversión de la 7.ª Artillería USCT (pesada) en una unidad de infantería.
- El segundo de la 79.ª USCT de infantería (USCI) se formó a partir del 1.º de Infantería de Kansas. (color)
- El segundo de la 83.ª USC infantería (USCI) se formó a partir del 2.º de Infantería de Kansas (color).
- El segundo de la 87.ª USCI se formó a partir de la fusión de la primera de la 87.ª y 96.ª USCI.
- El segundo de la 113.ª USCI se formó mediante la fusión de la primera de la 11.ª, 112.ª, y 113.ª USCI.

## Acciones destacadas

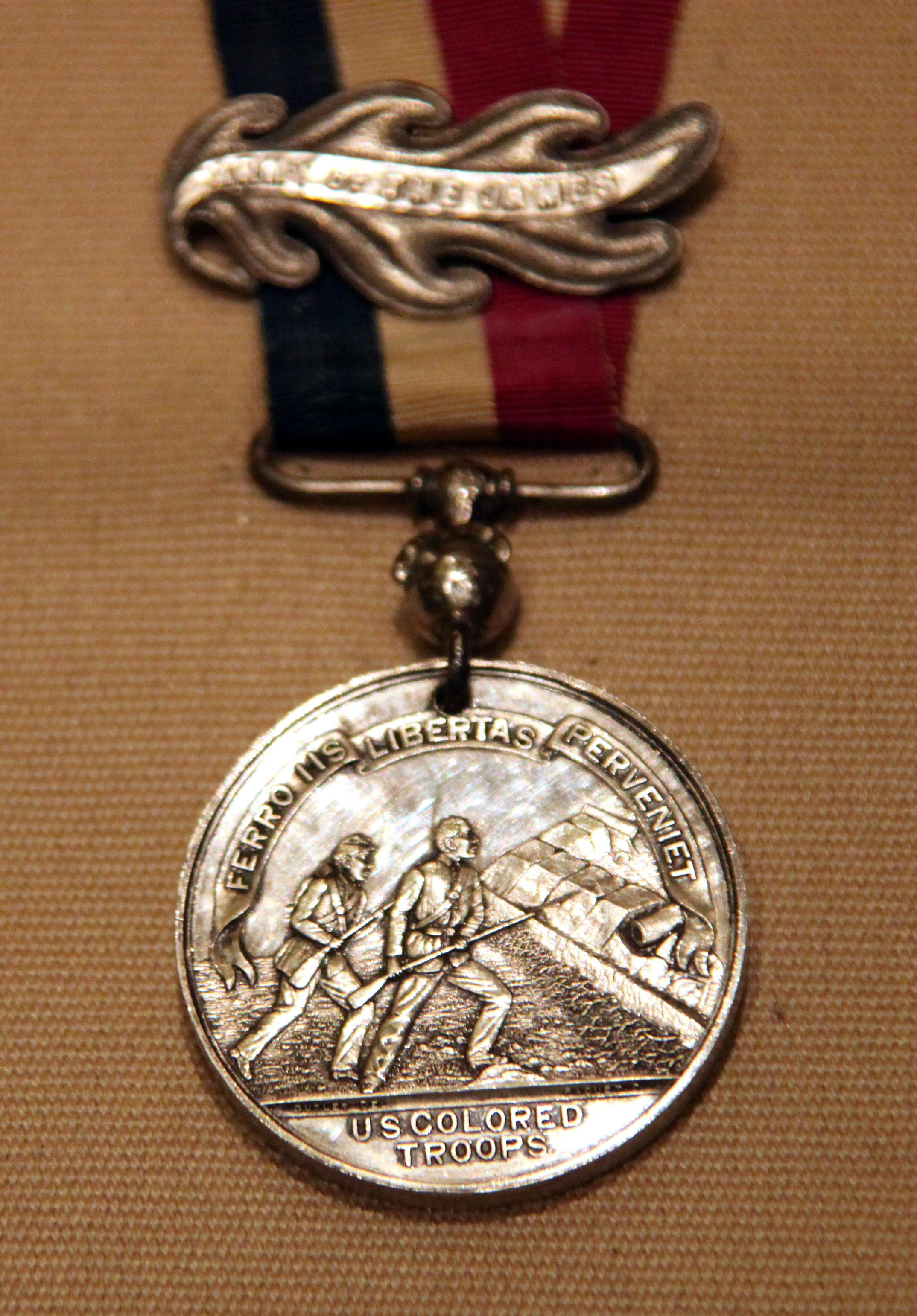
Medalla de las tropas de color emitida por el general Benjamin Butler.

El primer enfrentamiento de los soldados afroamericanos contra las fuerzas de la Confederación durante la Guerra Civil fue en la batalla de la isla Mound en el Condado de Bates, Misuri del 28 al 29 de octubre de 1862. Los afroamericanos, la mayoría esclavos fugitivos, habían sido reclutados en la 1.ª de Voluntarios de Kansas de color. Acompañaban a las tropas blancas a Misuri para romper las actividades de guerrilla de los confederados con sede en Hog Island, cerca de Butler, Misuri. Aunque superados en número, los soldados afroamericanos lucharon con valor, y las fuerzas de la Unión ganaron la batalla. Se informó del conflicto en el New York Times y en el Harper’s Weekly. En 2012, se estableció el Sitio Histórico del Estado sobre la batalla de la Isla Mound para preservar esta área; los ocho hombres de la Unión muertos fueron enterrados cerca del campo de batalla.
Los regimientos USCT combatieron en todos los teatros de la guerra, pero sirvieron principalmente como tropas de guarnición en las zonas de retaguardia. La acción más famosa de las USCT tuvo lugar en la batalla de Cráter durante el Sitio de Petersburgo. Los regimientos USCT sufrieron fuertes bajas al tratar de romper las líneas confederadas. Otras acciones notables de mención incluyen las del Fuerte Wagner, una de sus primeras pruebas importantes, y la batalla de Nashville.
Los soldados USCT estaban entre las primeras fuerzas de la Unión en Richmond, Virginia, después de su caída en abril de 1865. El 41.º regimiento USCT fue uno de los presentes en la capitulación del ejército de Virginia del Norte en Appomattox. Después de la guerra, los regimientos USCT servían entre las tropas de ocupación en los antiguos estados confederados.
El general del Ejército Ulises S. Grant elogió el desempeño competente y de apoyo de la USCT, manifestando en Vicksburg:

Los soldados negros mantienen la disciplina más fácilmente que nuestras tropas blancas ... Todos los que se han enrolado han luchado con valentía.
Ulysses S. Granten Vicksburg

### Prisioneros de guerra
Los soldados de las USCT sufrieron más violencia extra de las manos de los soldados confederados, quienes fueron blanco del maltrato. A menudo eran víctimas de matanzas y atrocidades en el campo de batalla a manos de los confederados, sobre todo en la batalla de Fort Pillow en Tennessee y en la batalla de Cráter. Estaban en mayor riesgo de asesinato cuando eran capturados por los soldados de la Confederación, ya que el ejército de la Confederación había anunciado su intención de matar a los soldados de la Unión negros en lugar de tomar cualquier prisionero.
El protocolo de intercambio de prisioneros se rompió por la posición de la Confederación sobre los prisioneros de guerra negros.  La Confederación había aprobado una ley que establecía que los negros capturados con uniforme serían juzgados como esclavos sublevados rebeldes en tribunales civiles, un delito capital, con sentencia automática de muerte. En la práctica, los soldados USCT eran a menudo asesinados por las tropas confederadas sin ser llevados ante los tribunales. La ley se convirtió en un obstáculo para el intercambio de prisioneros, ya que el gobierno de EE. UU. en el Código Lieber objetaba tal maltrato discriminatorio de los presos de la guerra con base en su origen étnico. La plataforma de la elección presidencial 1864 del Partido Republicano también condenaba el maltrato de la Confederación a los soldados estadounidenses negros.  En respuesta a tal maltrato, el general del Ejército de EE. UU. Ulysses S. Grant, en una carta al oficial confederado Richard Taylor, instó a los confederados para que trataran a los soldados estadounidenses negros capturados, humanamente y profesionalmente y no a matarlos. Indicaba la posición oficial del gobierno de los EE. UU., que los soldados estadounidenses negros que habían jurado lealtad militar y no esclavos, como la Confederación afirmaba que eran.

## Tropas de color por Estado, Norte y Sur
Los soldados se clasifican por el estado en el que estaban inscritos; Los estados del norte solían enviar agentes para reclutar a los ex-esclavos del Sur. Téngase en cuenta que muchos soldados de Delaware, DC, Kentucky, Misuri y Virginia Occidental eran ex esclavos también. La mayor parte de las tropas enrolados en Virginia Occidental, sin embargo, no eran en realidad de ese estado.
| Norte                   | Número | Sur                | Número  |
| ----------------------- | ------ | ------------------ | ------- |
| Connecticut             | 1.764  | Alabama            | 4.969   |
| Territorio del Colorado | 95     | Arkansas           | 5.526   |
| Delaware                | 954    | Florida            | 1.044   |
| Distrito de Columbia    | 3.269  | Georgia            | 3.486   |
| Illinois                | 1.811  | Luisiana           | 24.502  |
| Indiana                 | 1.597  | Misisipi           | 17.869  |
| Iowa                    | 440    | Carolina del Norte | 5.035   |
| Kansas                  | 2.080  | Carolina del Sur   | 5.462   |
| Kentucky                | 23.703 | Tennessee          | 20.133  |
| Maine                   | 104    | Texas              | 47      |
| Maryland                | 8.718  | Virginia           | 5.723   |
| Massachusetts           | 3.966  |                    |         |
| Míchigan                | 1.387  | Total del Sur      | 93.796  |
| Minnesota               | 104    |                    |         |
| Misuri                  | 8.344  | En general         | 733     |
| Nueva Hampshire         | 125    | No representados   | 5.083   |
| Nueva Jersey            | 1.185  |                    |         |
| Nueva York              | 4.125  |                    |         |
| Ohio                    | 5.092  |                    |         |
| Pensilvania             | 8.612  |                    |         |
| Rhode Island            | 1.837  |                    |         |
| Vermont                 | 120    |                    |         |
| West Virginia           | 196    |                    |         |
| Wisconsin               | 155    |                    |         |
| Total del Norte         | 79.283 |                    |         |
|                         |        | Total              | 178.895 |

## Postbellum
Las USCT se disolvieron en el otoño de 1865. En 1867 el ejército profesional se estableció en diez regimientos de caballería y 45 regimientos de infantería. El Ejército fue autorizado a establecer dos regimientos de caballería de negros (del 9.º al 10.º (de color) de caballería) y cuatro regimientos de infantería de negros (el 38.º, 39.º, 40.º y 41.º (color) de infantería), que fueron escogidos principalmente de veteranos USCT. En 1869, el ejército regular se mantuvo a diez regimientos de caballería, pero recortando a 25 regimientos de infantería, lo que redujo el complemento a dos regimientos de negros (el 24.º y 25.º (color) de infantería).
En las décadas siguientes, los soldados USCT combatieron en las guerras indias en el Oeste de Estados Unidos, donde se eran conocidos como los soldados búfalo. Fueron apodados así por los nativos americanos que compararon su pelo con el pelo rizado de los bisontes.

## Condecoraciones

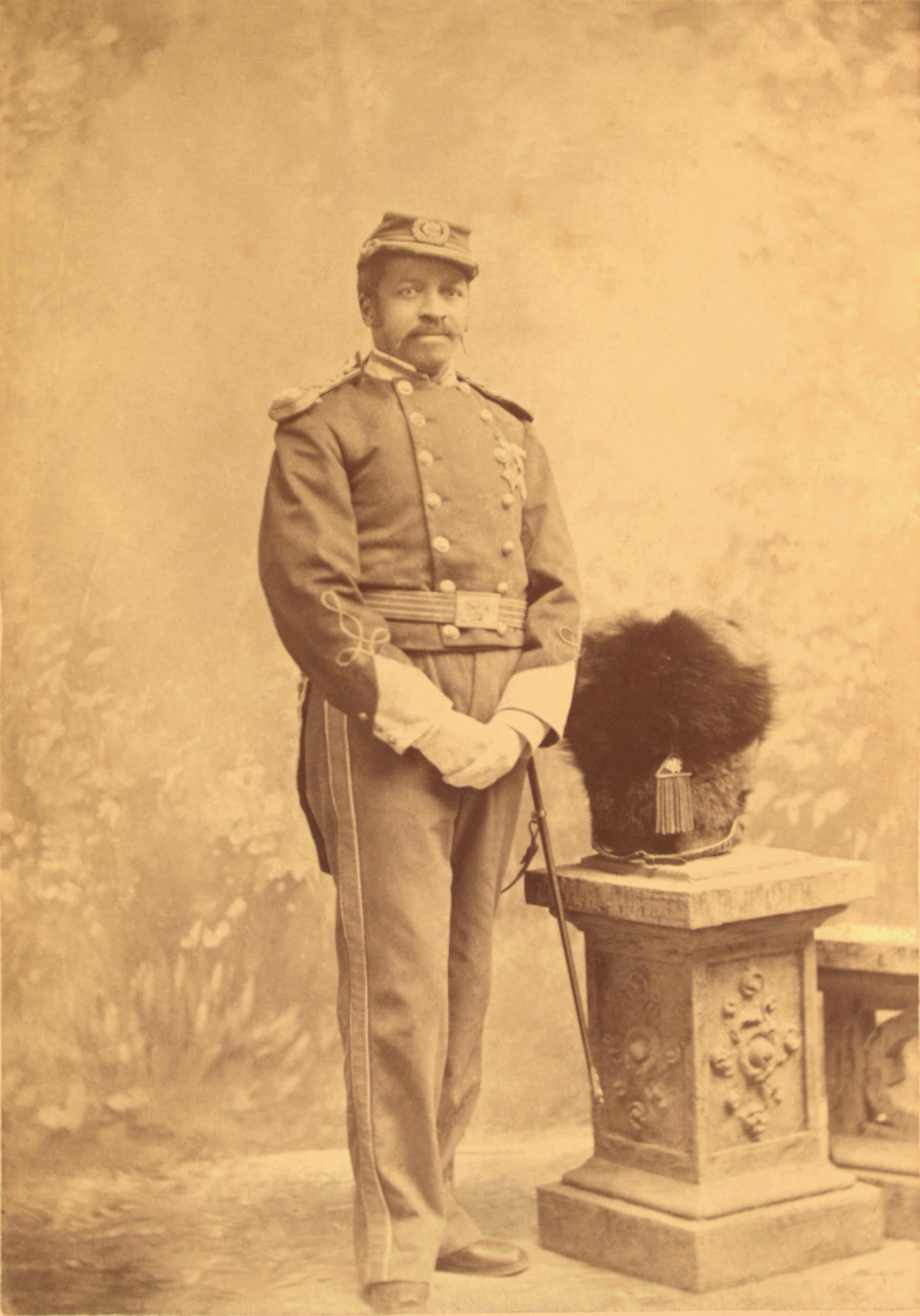
Sargento Christian Fleetwood, Medalla de Honor.

Los soldados que lucharon en el ejército de James podían optar a la medalla Butler, comisionada por el comandante de ese ejército, General Benjamin Butler. En 1861 en Fort Monroe en Virginia, Butler fue el primero en declarar a los esclavos refugiados como contrabando y se negó a devolverlos a los dueños de esclavos. Esto se convirtió en una política en todo el ejército de la Unión. Todo empezó cuando unos esclavos escaparon a las líneas de Butler en 1861. Su propietario, un coronel confederado, fue a Butler, bajo una bandera de blanca y exigió que se le devolviesen bajo la Ley de esclavos fugitivos de 1850. Butler le informó que desde que Virginia afirmó haber salido de la Unión, la ley de los esclavos fugitivos ya no se aplicaba, declarando los esclavos ser contrabando de guerra.
Dieciocho soldados afroamericanos fueron condecorados con la Medalla de Honor, el premio más alto de la nación, por servicio en la guerra:
- El sargento William Harvey Carney del 54.º Regimiento de Infantería de Massachusetts| Regimiento de Voluntarios de Infantería de Massachusetts]] (color) fue galardonado con la Medalla de Honor por sus acciones en la batalla del fuerte Wagner en julio de 1863. Durante el avance, Carney fue herido pero aun así continuó. Cuando el portador del estandarte fue disparado, Carney agarró el asta y la plantó en el parapeto, mientras que el resto de su regimiento tomaba por asalto la fortificación. Cuando su regimiento se vio obligado a retirarse, fue herido dos veces más mientras llevaba el estandarte de nuevo a líneas de la Unión. Él no renunció a ella hasta que se lo pasó a otro soldado del 54.º. Carney no recibió su medalla de hasta 37 años después.
- 13 soldados afroamericanos, entre ellos el sargento mayor Christian Fleetwood y el sargento Alfred B. Hilton (herido de muerte) del cuarto USCT, fueron galardonados con la Medalla de Honor por sus acciones en la Batalla de Chaffin’s Farm en septiembre de 1864, durante la campaña de la toma de  Petersburg.
- El cabo Andrew Jackson Smith, del 55.º Regimiento de Infantería Voluntaria de Massachusetts (color) fue galardonado con la Medalla de Honor por sus acciones en la Batalla de Honey Hill en noviembre de 1864. Smith evitó que los soldados de color cayeran en manos del enemigo después de que su sargento muriese. Debido a la falta de registros oficiales, no se le concedió la medalla hasta 2001.

## Legado

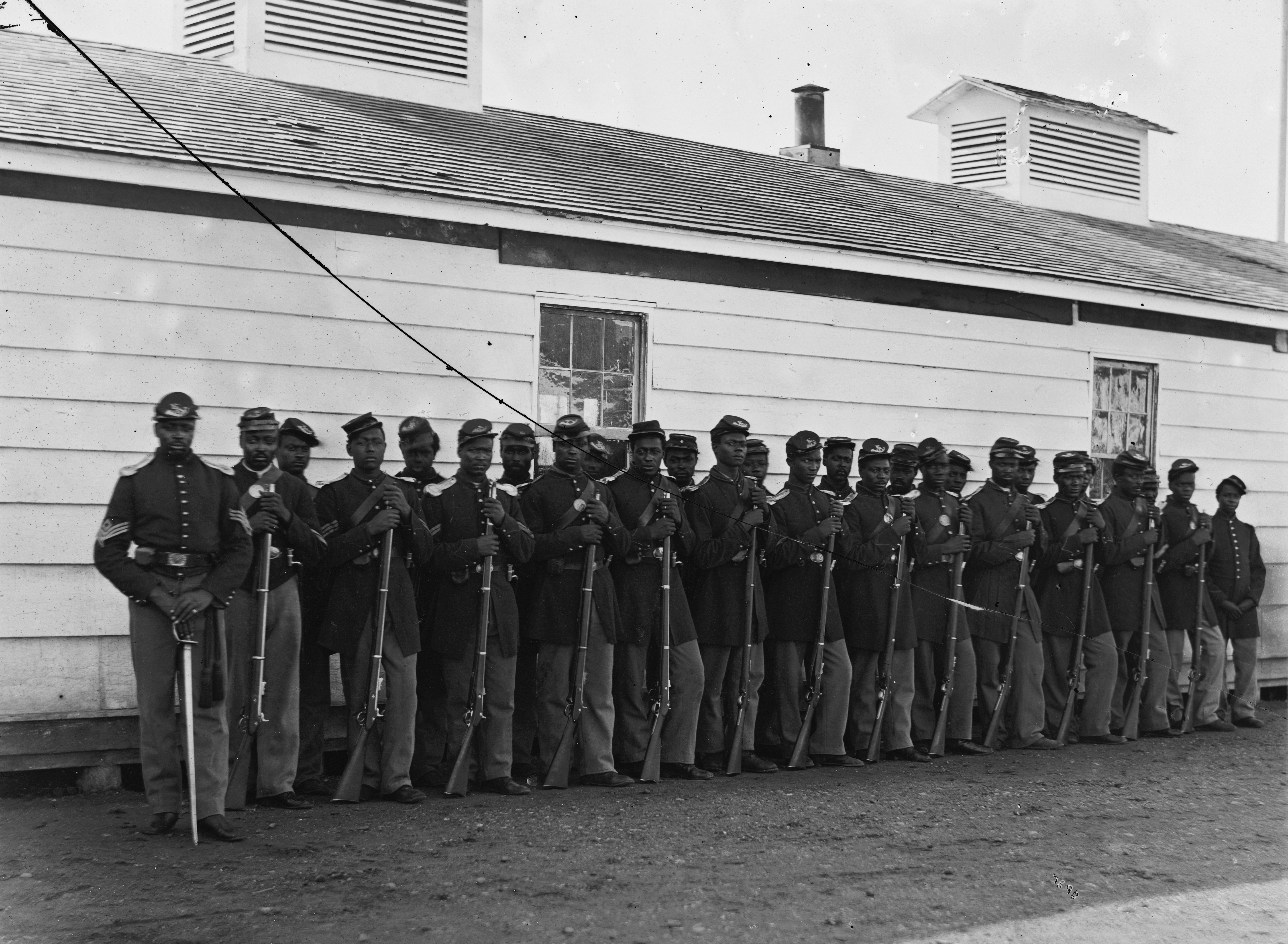
Compañía E, 4.º regimiento de color de Estados Unidos en Fort Lincoln, 17 de noviembre de 1865. Biblioteca del Congreso.

### Tributos
- En septiembre de 1996, se celebró una fiesta nacional en conmemoración del servicio de las tropas de color de los Estados Unidos.
- El Monumento conmemorativo Afroamericano de la Guerra Civil (1997), que representa el “’Espíritu de la libertad”’ por el escultor Ed Hamilton, fue erigido en la esquina de la avenida Vermont y la U Street NW en la capital, Washington D. C. Es administrado por el Servicio de Parques Nacionales.
- En 1999, el Museo de la Guerra Civil afroamericana abrió en las inmediaciones.
- En julio de 2011, el Museo celebró una gran apertura de sus nuevas instalaciones, en el número 1925 de Vermont Avenue, justo al otro lado de la calle del Memorial. Se planearon cuatro años de acontecimientos relacionados con motivo del 150.º aniversario de la Guerra Civil y el 50.º aniversario del movimiento de derechos civiles, para conmemorar las contribuciones afroamericanas bajo el lema "De la Guerra Civil a los derechos civiles."

### Otros asuntos relacionados
La historia de la contribución de guerra de los USCT se mantuvo viva dentro de la comunidad negra de Estados Unidos por los historiadores como William Edward Burghardt Du Bois. Desde la década de 1970 y la expansión de la cobertura histórica de las minorías, las unidades y sus contribuciones han sido objeto de más libros y películas. Durante los años de guerra, los hombres tenían dificultades para obtener el reconocimiento oficial merecido por sus logros y valor. A menudo, las recomendaciones para las condecoraciones eran archivadas e ignoradas. Otro problema era que el gobierno enviaba por correo el certificado de premio y la medalla al destinatario, que tenía que pagar el franqueo del mismo (ya fuera blanco o negro). La mayoría de los receptores los antiguos USCT tenían que devolver las medallas por falta de fondos para redimirlos. 
La película cinematográfica “’Glory”’, protagonizada por Denzel Washington, Morgan Freeman y Matthew Broderick, describe a los soldados afroamericanos del 54.º Regimiento de Infantería de Voluntarios de Massachusetts. Mostraba su formación y participación en varias batallas, incluyendo el segundo asalto al Fuerte Wagner el 18 de julio de 1863. A pesar de que el 54.º no era un regimiento USCT, sino un regimiento de voluntarios del estado formados originalmente de negros libres en Boston, similar al 1.º  y 2.º Regimiento de Infantería de Voluntarios de color de Kansas, la película describe las experiencias y las dificultades de las tropas afroamericanas durante la Guerra Civil.

## Unidades similares
- 54.º Regimiento de Infantería de Voluntarios de Massachusetts
- 92.ª División de infantería (Estados Unidos)
- 93.ª División de infantería (Estados Unidos)
- 366.º Regimiento de Infantería (Estados Unidos)
- 761.º Batallón de tanques (Estados Unidos)